# Oncocnemis sanina
Oncocnemis sanina är en fjärilsart som beskrevs av Smith 1910. Oncocnemis sanina ingår i släktet Oncocnemis och familjen nattflyn. Inga underarter finns listade i Catalogue of Life.